# Викистипендия
Викистипендия — вики-проект, направленный на улучшение содержания узбекской Википедии. Проект организован Агентством Республики Узбекистан по делам молодежи совместно с Агентством информации и массовых коммуникаций Узбекистана, Советом молодых творцов и узбекоязычной группой пользователей Викимедиа. Название проекта представляет собой комбинацию слов «вики» и «стипендия».
Проект направлен на увеличение количества информации в узбекской Википедии, и принять участие в нём могут не только студенты, но и любой желающий. Ещё одной целью проекта является увеличение количества редакторов узбекской Википедии.
Первый этап проекта, проходивший с мая по декабрь 2022 года, был ориентирован на поощрение отдельных участников к созданию качественного контента по проектам Фонда Викимедиа , в первую очередь узбекской Википедии. Второй этап, который длился с июня по декабрь 2023 года, был организован в виде серии краткосрочных тематических редакций, каждый месяц которых был посвящен определенному региону Узбекистана. Второй сезон также призвал пользователей загружать на Wikimedia Commons фотографии населенных пунктов и памятников культурного наследия Узбекистана. Третий сезон, стартовавший в мае 2024 года, был организован как семимесячный конкурс среди групп минимум из пяти человек.
Этот конкурс вызвал значительный интерес в Узбекистане: крупные издания публиковали статьи о проекте на протяжении всего его существования. В 2023 году ВикиСтипендия стала лауреатом премии независимого информационного агентства Рост24 «Лучший проект года».

## История

### Первый сезон
Викистипендия была запущена на основании указа президента Узбекистана Шавкат Мирзиёева в 2019 году с целью обеспечить достойное место узбекского языка в Интернете. Агентство по делам молодежи решило запустить вики-марафон с большим призовым фондом и наладило сотрудничество с Агентством информации и массовых коммуникаций и Советом молодых художников. Вскоре после этого группа узбекоязычных пользователей Викимедиа решила полностью реализовать инициативу.
13 мая 2022 года в Ташкенте прошла пресс-конференция для информирования общественности о вики-марафоне. Викистипендия вызвала большой интерес среди студентов и прессы, статьи о марафоне были опубликованы в нескольких изданиях. Перед официальным открытием марафона 20 мая на официальный Телеграм-канал марафона подписались около 15 тысяч человек.
14 мая 2022 года в Ташкенте был организован семинар для новых пользователей. Также была проведена отдельная встреча с сотрудниками образовательных учреждений, где им рассказали о марафоне и образовательной программе «Википедия».
Перед официальным стартом марафона с помощью Агентства по делам молодежи был записан видеогид, состоящий из 12 видеороликов, и загружен на YouTube-канал узбекской Википедии. Ознакомиться со статьями, созданными в узбекской Википедии в рамках марафона, можно через страницу результатов. 26 декабря 2022 года состоялась церемония награждения победителей марафона. Победителей марафона вы можете найти на странице Победители.

### Второй сезон
Второй сезон марафона стартовал 30 мая 2023 года. Ожидается, что в этом сезоне проекта основное внимание будет уделено улучшению качества статей в узбекской Википедии, поощрению создания статей об Узбекистане и смежных темах, а также их переводу в Википедии на иностранных языках. Кроме того, во время марафона планируются новые проекты, такие как Вики-тур и ВикиВикторина. Первый этап проекта начался 1 июня 2023 года в Наманганском государственном университете, а в июне основное внимание было уделено Ферганской долине.

## Методология
Викистипендия была организована в виде вики-марафона, который продлится с 20 мая 2022 года по 20 декабря 2022 года. Участникам должно быть не менее 15 лет. Участники могут создавать контент на любую интересующую их тему. Однако было рекомендовано создавать статьи по шести широким направлениям (естественные науки и естествознание, история, культура и искусство, философия, техника и технология, человек и общество, игры и спорт, география). Чтобы пользователям было легче выбирать тему, создан список нередактированных статей.
На награждение наиболее активных пользователей единовременной стипендией было выделено около 320 млн сумов. Активные члены узбекоязычной группы пользователей Викимедиа взяли на себя задачу оценить вклад участников марафона.

## Подпроекты
В рамках марафона было организовано еще несколько подпроектов, в том числе:
- ErkinLitsenziyalar: продвижение лицензий на открытый контент
- WikiAudio:  создание аудиостатей на узбекском языке
- WikiAyollar: ликвидация гендерного разрыва в узбекской Википедии путем создания контента о женщинах
- WikiOromgoh: пять недельных лагерей, которые собрали в общей сложности около 650 участников и администраторов Википедии.
- WikiSport: улучшение спортивного контента в узбекской Википедии
- WikiTaʼlim: введение Wiki Education в Узбекистан

Всего в ходе проекта было организовано пять недельных лагерей, еще один запланирован на июнь 2024 года. Два лагеря были тематически смоделированы вокруг Хогвартса , вымышленной школы-интерната магии для учеников из серии книг Дж. К. Роулинг о Гарри Поттере.
| Логотип                      | Лагер             | Даты                            | Число участников   |
| ---------------------------- | ----------------- | ------------------------------- | ------------------ |
|                              | WikiOromgoh       | 1–7 августа 2022 г.             | ~150               |
|                              | WikiOromgoh II    | 23–30 ноября 2022 г.            | ~150               |
|                              | WikiOromgoh III   | 14–20 апреля 2023 г.            | ~150               |
|                              | WeekieHogwarts    | 25 сентября – 1 октября 2023 г. | ~200               |
| Logo of the WikiOromgoh camp | WikiOromgoh IV    | 4–9 марта 2024 г.               | ~200               |
|                              | WeekieHogwarts II | 24–30 июня 2024 г.              | подлежит уточнению |

## Полученные результаты
К завершению первого этапа Викистипендия 20 декабря 2022 года количество статей в узбекской Википедии превысило 216 000. Всего за период с мая по декабрь 2022 года было создано около 77 000 статей. Викистипендия также привела к значительному росту активных пользователей узбекской Википедии. По состоянию на январь 2023 года большинство новых пользователей, которые начали вносить свой вклад во время конкурса, оставались активными.
В ходе второго этапа проекта, который длился с 1 июня 2023 года по 30 ноября 2023 года, было создано около 8000 новых статей, причем общее количество статей к концу ноября 2023 года превысило 247 000. Кроме того, большое количество файлов было загружено на Wikimedia Commons , в частности фотографии населенных пунктов и объектов культурного наследия, сделанные во время Вики-тур по 12 из 14 административных единиц Узбекистана . Второй этап также включал в себя конкурс по редактированию переводов, чтобы стимулировать создание контента, связанного с Узбекистаном, в других Википедиях, а также тест по редактированию качественного контента для содействия созданию хороших и избранных статей в узбекской Википедии.
ВикиСтипендия также способствовала возрождению Википедии на каракалпакском языке , на котором говорят в основном в Каракалпакстане на западе Узбекистана. Каракалпакская Википедия до 2022 года практически неактивна.